# Ліпник (Малопольське воєводство)
Ліпник (пол. Lipnik) — село в Польщі, у гміні Вішньова Мисленицького повіту Малопольського воєводства.
Населення — 1594 особи (2011).
У 1975—1998 роках село належало до Краківського воєводства.

## Географія
Селом протікає річка Ліпнік.

## Демографія
Демографічна структура станом на 31 березня 2011 року:
|          | Загалом | Допрацездатний вік | Працездатний вік | Постпрацездатний вік |
| -------- | ------- | ------------------ | ---------------- | -------------------- |
| Чоловіки | 808     | 215                | 523              | 70                   |
| Жінки    | 786     | 177                | 466              | 143                  |
| Разом    | 1594    | 392                | 989              | 213                  |